# Горована могелійська
Горована могелійська (Hypsipetes moheliensis) — вид горобцеподібних птахів родини бюльбюлевих (Pycnonotidae). Ендемік Коморських Островів. Раніше вважалася підвидом коморської горовани, однак в 2011 році визнана окремим видом.

## Поширення й екологія
Могелійські горовани є ендеміками острова Мохелі. Вони живуть у рівнинних і гірських тропічних лісах. Їхній ареал обмежений площею 340 км².

## Збереження
МСОП класифікує цей вид як такий, що перебуває під загрозою зникнення. За оцінками дослідників, популяція могелійських горован становить від 1000 до 2500 птахів. Їм загрожує знищення природного середовища.